# Stelgistrum concinnum
Stelgistrum concinnum és una espècie de peix pertanyent a la família dels còtids.

## Descripció
- Fa 5,1 cm de llargària màxima.
- Aleta caudal arrodonida.
- És de color rosa.[4][5]

## Hàbitat
És un peix marí, demersal i de clima boreal que viu entre 10 i 50 m de fondària.

## Distribució geogràfica
Es troba al Pacífic: mar de Bering, illes Aleutianes i illes Pribilof.

## Observacions
És inofensiu per als humans.